# نواف يونس
نواف يونس (25 أغسطس 1950، طرطوس سوريا).هو مؤلف مسرحي وناقد وأديب سوري، حاصل على ليسانس أول كلية آداب قسم الفلسفة، مدير تحرير مجلة الشارقة الثقافية، عمل في الصحافة منذ العام 1981، مشارك في العديد من الملتقيات والمهرجانات الثقافية العربية.

## الجوائز
حصل على العديد من الجوائز، منها:
- جائزة شخصية العام الثقافية في الشارقة[1] للعام 2008.
- جائزة غانم غباش للقصة القصيرة.

- جائزة جمعية المسرحيين للتأليف المسرحي.

## أعماله
للأديب عدة كتب وإصدارات في النقد الأدبي والمسرحي والقصصي منها:
- الرحيل/ مسرحية
- ملك ليوم واحد/ مسرحية
- حلم تحت خط الصفر/ مجموعة قصصية
- رماد الأصابع/ مقالات نقدية
- أعد العديد من البرامج التلفزيونية والإذاعية.
- نقد الخطاب الديني[4]

شارك ويشارك في العديد من الأنشطة والفعاليات الثقافية في الإمارات العربية المتحدة وخارجها.